# Роберт Родригез
Роберт Родригез (Сан Антонио, 20. јун 1968) је амерички филмски сценариста, филмски режисер, продуцент и музичар. Најпознатији је по својој Мексико трилогији, и Граду греха којег је режирао заједно са Френком Милером.

## Биографија
Родригез је рођен у Сан Антониу од родитеља Мексиканаца. Његова мајка радила је као медицинска сестра, а отац као продавац. За филм је почео да се интересује кад му је било 11 година. Похађао је средњу школу Сент Ентони. Након што је завршио средњу школу уписао је универзитет у Тексасу.

## Каријера
Родригезов први филм је био кратки филм Bedhead, следеће године снима први део трилогије Мексико Ел Маријачи, такође је сарађивао са Квентином Тарантином који је глумио у његовом филму Од сумрака до свитања, а њих двојица су данас најбољи пријатељи. 2003. завршио је трилогију Мексико, и заједно са Френком Милером одлучио је да направи екранизацију његовог истоименог стрипа. Почели су са снимањем крајем марта 2004. а филм је изашао 1. априла 2005. и имао је добар комерционални и критички успех. Режирао је такође и сва 4 дела филмова Деца шпијуни.